# 東京ロッカーズ
東京ロッカーズ（とうきょうロッカーズ）とは、1970年代後半に六本木の貸しスタジオ「S-KENスタジオ」を中心として活躍していたバンドの総称。1979年に発売されたアルバム「東京ROCKERS」にて取り上げられた、フリクション、LIZARD、ミラーズ、ミスター・カイト、S-KENの5つが代表的なバンドである。音楽のジャンルとしてはパンク・ロック、もしくはニュー・ウェイヴ。

## 概要
自身もミュージシャンであると同時にプロデューサーとしても活動していたS-KENこと田中唯士が東京のインディーズ・シーンを活性化させようと、1978年7月から8月にかけて自身の所有する貸しスタジオである六本木のS-KENスタジオにて毎週日曜日に開催したギグの名前として『東京ロッカーズ』の名称を使用したことに由来する。1978年の後半には、主な出演者による関西ツアーを行なう。1979年3月には、CBS・ソニーからのオムニバス盤を録音、そして4月に発売し、名古屋、京都、久留米、福岡、小倉と各地でギグを行なうが、その後、所属レーベル、レコード会社ごとの活動が目立つようになり、東京ロッカーズという言葉は使われなくなった。

## アルバム『東京ROCKERS』
1979年3月11日、新宿ロフトにて収録されたライブアルバム。
- フリクション 「せなかのコード」「COOL FOOL」
- ミスター・カイト 「EXIT B-9」「INNOCENT」
- リザード 「ROBOT LOVE」「REQUIEM」
- MIRRORS 「SITUATION」「TOKYO ネットワーク」
- S-KEN 「BLACK MACHINE」「ああ恋人～おお揺れ！東京」

この日のレコーディングライブは当時西新宿にあった新宿ロフトで2部制で行われた。前売りで入場料が800円、ドリンク代が500円であった。
出演順は
1部：MIRRORS→MR.KITE→FRICTION→S-KEN→LIZARD
2部：LIZARD→S-KEN→FRICTION→MR.KITE→MIRRORS
の順。1部の入場前にメンバー全員でロフトの入り口での集合写真が撮られていた。このときの1部のMIRRORSとMR.KITEのオーディエンス録音が流通している。

## アルバム『東京ニュー・ウェイヴ'79』
1979年1月21日、東京ロッカーズの第二世代とも言うべき若いバンドを中心としたライブが新宿ライヒ館モレノにおいて行われ、同月『東京ニュー・ウェイヴ'79』というアルバムとしてビクター音楽産業より発売された。出演順は、PAIN、8 1/2、BOLSHIE、SEX、自殺、SPEED、ミラーズ、LIZARD。ただしSPEED、ミラーズ、LIZARDの三者の曲はアルバムに未収録。

## 備考
- 「東京ロッカーズ」以前から「ジャンプロッカーズ」と題するギグを行っていたミラーズ、スピード、ミスターカイトらは、「ジャンプロッカーズ」という呼称でくくられることがある。
- 同時期、関西のインディーズシーンでは「東京ロッカーズ」に対抗するかのように、INU、アーント・サリー、SS、ULTRA BIDEらによる「関西ノーウェイヴ」と呼ばれるムーブメントが起こっていた。